# Socodor
Socodor (Hongaars: Székudvar) is een Roemeense gemeente in het district Arad.
Socodor telt 2276 inwoners. Tegenwoordig vormen de Hongaren nog een klein deel van de bevolking (92 personen), in 1900 was er nog een relatief grote gemeenschap van Hongaren, op een bevolking van 5207 inwoners waren er toen 947 Hongaren woonachtig.
| Jaar | Bevolking | Hongaren aantal en percentage |
| ---- | --------- | ----------------------------- |
| 1900 | 5207      | 947 (18%)                     |
| 1910 | 5534      | 879 (16%)                     |
| 1920 | 5354      | 698 (13%)                     |
| 1930 | 4723      | 433 (9%)                      |
| 1941 | 4636      | 412 9(%)                      |
| 1956 | 3895      | 339 (9%)                      |
| 1966 | 3234      | 276 (8,5%)                    |
| 1977 | 2924      | 220 (7%)                      |
| 1992 | 2322      | 162 (7%)                      |
| 2002 | 2285      | 128 (6%)                      |
| 2011 | 2367      | 92 (4%)                       |